# Мамайка (приток Мутнянки)
Мама́йка (адыг. Мэмэй) — река в южной части Ставрополя. Исток реки находится в урочище Мамайской лесной даче, в черте Ставрополя на юго-восточном склоне Ставропольской горы. Мамайка является левым притоком реки Мутнянки. В нижнем и среднем течении река сильно загрязнена сточными водами с близлежащих предприятий и стоками домовладений частного сектора.

## Гидрология
Питание смешанное — грунтовое, снеговое, дождевое. Для реки характерно весеннее половодье, начинающее с середины февраля, средняя продолжительность 25 суток, и на весеннее половодье приходятся до 75 % годового стока.

## Притоки
- ручей родника Корыта
- ручей Карабинка
- ручей Гремучий
- ручей Волчий
- ручей Вторая Мамайка

## Галерея
- Реки Мамайка (нижнее русло на фото) впадает в Мутнянку
- Устье реки Мамайки при впадении в Мутнянку (слева)